# Phoma fallax
Phoma fallax är en lavart som beskrevs av Berk. 1855. Phoma fallax ingår i släktet Phoma, ordningen Pleosporales, klassen Dothideomycetes, divisionen sporsäcksvampar och riket svampar.   Inga underarter finns listade i Catalogue of Life.